# جان براون (فعال سیاسی)
جان براون (به انگلیسی: John Brown) (متولد نهم ماه مه۱۸۰۰ میلادی در تورینگتون کانتیکت ایالات متحده آمریکا و اعدام شده در دوّم دسامبر۱۸۵۹ میلادی در چارلزتاون ویرجینیا) از جملهٔ آزادیخواهان، مبارزان و اندیشمندان آمریکایی بود که تمایلات ضدّ برده داری بسیار شدید داشت و معتقد بود که برای مبارزه با برده داری در آمریکا باید از طریق مُسلّحانه اقدام کرد.
جان براون به خانواده‌ای مومن و دارای دیدگاه‌های کاملاً منضبط و منطقی علیه برده‌داری تعلق داشت. او دو بار ازدواج کرده بود و بیست فرزند داشت.
خانواده در حال گسترش او در طول سفر با براون زندگی می‌کردند و در اوهایو، ماساچوست، پنسیلوانیا و نیویورک اقامت داشتند. براون قبل از اعلام ورشکستگی در سال 1842 در چندین فعالیت ناکام ماند. با این وجود، وی توانست با هدایت راه‌آهن زیرزمینی و ایجاد یک سازمان برای کمک به بردگان فراری به کانادا ایجاد شده بود، به لغو قانون برده‌داری کمک کند. در سال 1849، براون به جامعه آزاد کشاورزان سیاه پوست شمال البا در نیویورک نقل مکان کرد، سپس در 55 سالگی با فرزندانش به کانزاس نقل مکان کرد.
در طی سال 1856، در نتیجه تنش‌هایی که قانون کانزاس - نبراسکا (1854) و در نتیجه ورشکستگی مصالحه میسوری (1820) به وجود آورد، نبرد داخلی معروف به درگیری کانزاس رخ داد. در این نبردها جان براون بعنوان یک فرمانده شرکت داشت. همچنین در نبرد بلک جک (پیروزی برای الغاگران) و در نبرد اوساواتومی (پیروزی برای طرفداران بردگان) گروهی از افراد را فرماندهی می‌کرد.
پس از این درگیری‌ها یک جریان خشونت طلب ایالات متحده را کاملاً دو قطبی کرد، به حدی که در همان ماه مه 1856 هنگامی که قتل عام پوتاواتومی رخ داد، جایی که پیروان براون، در میانه نبرد برای بلک جک، پنج نفر از سفیدپوستان برده دار را اعدام نظامی کردند. این اقدام باعث گسترش تنش در ابعاد سیاسی شد، به قدری که در مجلس سنا، نماینده کارولینای جنوبی، پرستون بروکس، که طرفدار برده‌داری بود، با عصای خود نماینده ماساچوست، چارلز سامنر را که در حال سخنرانی برای الغای قانون برده‌داری بود کتک زد، پس از آن موضوع "جنایت علیه کانزاس" پر از کنایه‌های جنسی درباره رابطه بروکس با زنان برده‌اش بود افشا شد.
تمام این قضایا باعث شهرت جان براون در سر تا سر ایالات متحده شد. براون برخلاف فعالین سیاسی و مردم ایالات شمالی که مخالف برده‌داری بودند، معتقد بود که این روش فعالیت مصالحه آمیز ناکارآمد است و تنها راه پایان دادن به سیستم ستمگر برده‌داری، بکارگیری خشونت است. وی همچنین اعتقاد داشت که او، ابزار خشم خدا برای مجازات انسان‌های برده‌دار است. او که از صلح‌طلبی جنبش لغو قانون برده‌داری راضی نبود، در یکی از سخنرانی‌هایش در کانادا گفت :"این مردان همیشه صحبت می‌کنند. وقتی آنچه ما نیاز داریم عمل است، تنبلی می‌کنند، ولی هیچ وقت من نمی‌توانم بر قلب یک برده‌دار اثر بگذارم مگر با استفاده از زبان خودشان : خشونت !"
با همین فکر، وی در روز شانزدهم ماه اُکتُبر سال ۱۸۵۹، به‌اتّفاق هیجده نفر از یارانش (که پنج نفر از آن‌ها سیاه پوست بودند) به زرادخانه یا قورخانه (انبار مُهمّات) حکومت فدرال در «هاپرز فری» ویرجینیا، حمله کرد و این مکان را به تصرّف خودش در آورد.
هدف «جان براون» این بود که قیام بردگان در ایالت ویرجینیا را سازماندهی کند و ضمن آزاد اعلام کردن این ایالت، آن را به صورت پایگاهی برای تداوم مبارزه در جهت لغو برده‌داری در ایالات جنوبی آمریکا در بیاورد و از این ایالت به عنوان سرپُلی برای گسترش شورش به سمت جنوب استفاده بکند.
در واقع قصد وی از حمله به قورخانهٔ هاپرزفری این بود که بردگانی را که قصد آزاد ساختن‌شان را داشت، مُسلّح کند و گمان می‌کرد که تعداد بسیار زیادی از بردگان ویرجینیائی، به محض اینکه او این قورخانه را تصرّف کند، به یاری او خواهند شتافت و به او خواهند پیوست.
امّا در عمل، هرگز چنین نشد و پس از اینکه «جان براون» و یارانش انبار مهّمات(قورخانهٔ) دولت مرکزی را اشغال کردند، نه فقط هیچ برده‌ای به کمک آن‌ها نیامد، بلکه دولت فدرال، جمعی از ورزیده‌ترین تفنگداران خود (تفنگداران دریایی ایالات متحده آمریکا) را تحت فرماندهی «رابرت ئی. لی»(Robert E. Lee) به یورش به همان قورخانه واداشت.
دریاسالار «رابرت ئی. لی» و تفنگداران دریائی تحت امرش، پس از دو روز محاصرهٔ زرّادخانهٔ هاپرزفری، آنجا را از دست «جان براون» و یارانش در آوردند و ضمن دستگیری جان، او را به زندان انداختند.

## محاکمه
محاکمهٔ «جان براون» در دادگاه ایالتی ویرجینیا، یکی از جنجالی‌ترین دادگاههای تاریخ ایالات متّحدهٔ آمریکاست که در همان زمان خودش (نیمهٔ دوّم قرن نوزدهم) هم، انعکاس گسترده‌ای در سرتاسر ایالات مُتّحدهٔ آمریکا پیدا کرد و خشم و ترس شدیدی را برانگیخت، امّا در عین حال نقش بسیار مهمّی در پیشبُرد مبارزات ضدّ برده داری آزادگان آمریکایی ایفا نمود.
برخی حرفهای «جان براون» در جریان دادگاهش بسیار متأثّرکننده و جالب توجه هستند:
 ادّعا می‌شود که این دادگاه، مشروعیت و اعتبار خویش را از قوانین الهی گرفته‌است. من در ابتدای شروع این دادگاه به دیدگان خویش دیدم که بر یک کتاب در صحن این دادگاه بوسه زده شد و با قداست در آن نگریسته شد.
به گمانم این کتاب، همان کتاب مقذّس یا لااقل عهدی جدید از این کتاب است.
امّا من هم از همین قوانین الهی و از همین کتاب آموخته‌ام که همیشه و همه جا، هرآنچه را از دیگر انسان‌ها برای تأمین سعادت و رفاه و آسایش خویشتن انتظار دارم، باید که همان را در مسیر سعادت و رفاه و آسایش سایر انسان‌ها به کار ببندم.
من از همین قانون الهی و از همین کتاب آموخته‌ام که هرآنچه را که بر خود نمی‌پسندم، بر همنوعانم نیز نپسندم و اگر لازم بود، حتّی جانم را نیز در این راه نثار نمایم.

من آموخته‌ام که جوهرهٔ انسانی در من و در بی بهاترین بردگان مشترک است و به اعتبار چنین دریافتی و با بهره از آن اصل مُقدّس و مُسلّم، ابائی ندارم که خون ناقابل من در راه شکوهمند «آزادی» با خون فرزندان و یارانم و خون آن هزاران هزار برده‌ای که در جهت الغای رژیم منحوس برده داری تلاش و مجاهده می‌کنند، در هم آمی‌زد و فریاد رهائی طلبی مان را به گوش آیندگان و تاریخ برساند
اعتقاد من این است که اگر در این جهان بزرگ، تنها یک چیز مستحقّ جان نثاری و خون افشانی باشد، و لیاقت آن را داشته باشد که من و یارانم در راه تحقّق آن جان فدا کنیم، آن یک چیز، به زعم من، فقط و فقط «آزادی» است.

پس با همین اعتقاد راسخ، در برابر رأی دادگاه و حُکم اعدام خویش سر تسلیم فرو می‌آورم و سرنوشت خویش را بی هیچ گفتگوئی می‌پذیرم....»
در بخش دیگری از همین اظهارات «جان براون» در دفاعیاتش در دادگاه عالی ویرجینیا که در واقع فراز پایانی سخنان اوست، وی با انگلیسی بسیار فصیح و شیوا و مؤثری، جملات ذیل را بیان می‌کند :
از این که مرا به خاطر مبارزه در راه آزادی و تلاش در جهت گسستن قیود بندگی و بردگی، از دست و پای انسانهای سیاه، به دار مجازات می‌آویزید، بی نهایت شاد و خوشحالم و بدون تردید با لبخند به استقبال چوبهٔ دار خواهم رفت!...
چراکه چنین مرگ باشکوهی به مراتب بهتر و زیباتر است از دیگر شیوه‌های مرگ، که دیر یا زود به سراغ من هم میامد
دادگاه ویرجینیا براون را به جرم خیانت، قتل پنج نفر (از جمله سه سیاه‌پوست)، و فراخواندن به شورش علیه برده‌داری گناهکار شناخت و او را به اعدام محکوم کرد. براون نخستین شخصی در تاریخ آمریکا بود که به جرم خیانت محکوم شناخته می‌شد.: 179 
امّا نکتهٔ بسیار جالب این که «جان براون»، به جملاتی که در آخرین دفاعیاتش بیان کرده بود، به‌طور کامل پایبند ماند و همانطوری‌که گفته بود، در موقع اعدام و در آخرین لحظات زندگیش با لب خندان و با شوق و افتخار به طرف چوبهٔ دار حرکت کرد.

## اعدام
جان براون در ۱۱:۱۵ صبح دوم دسامبر ۱۸۵۹ در ملا ۲۰۰۰ سرباز به دار آویخته شد. در میان کسانی که در اعدام او حاضر بودند می‌توان به استون‌وال جکسن (که بعدها فرماندهٔ نیروهای شورشی در جنگ داخلی آمریکا شد) و جان ویلکس بوث (که بعدها رئیس جمهور آمریکا آبراهام لینکلن را ترور کرد) اشاره کرد. والت ویتمن هم در شعری اعدام براون را توصیف می‌کند.

## پیامد
سنای آمریکا جلساتی را در مورداین شورش برگزار کرد که در آن دموکراتها تلاش داشتند مسئولیت شورش براون را به گردن جمهوری‌خواهان بیندازند و جمهوری‌خواهان سعی کردند خود را از براون مبرا کنند.
با این حال این اتفاق تأثیر زیادی بر افزایش تنش‌ها بین شمال و جنوب آمریکا داشت. شمالی‌ها براون را یک شهید می‌انگاشتند و جنوبی‌ها نگران بودند براون باعث شود دیگر مبارزان ضدبرده‌داری به تأثیر از براون دست به مبارزهٔ مسلحانه ببرند، و از این سو ارتش‌های داوطلبانه‌ای را ایجاد کردند که بعدها به ستون فقرات ارتش ایالات مؤتلفه آمریکا تبدیل شد.

## در هنر

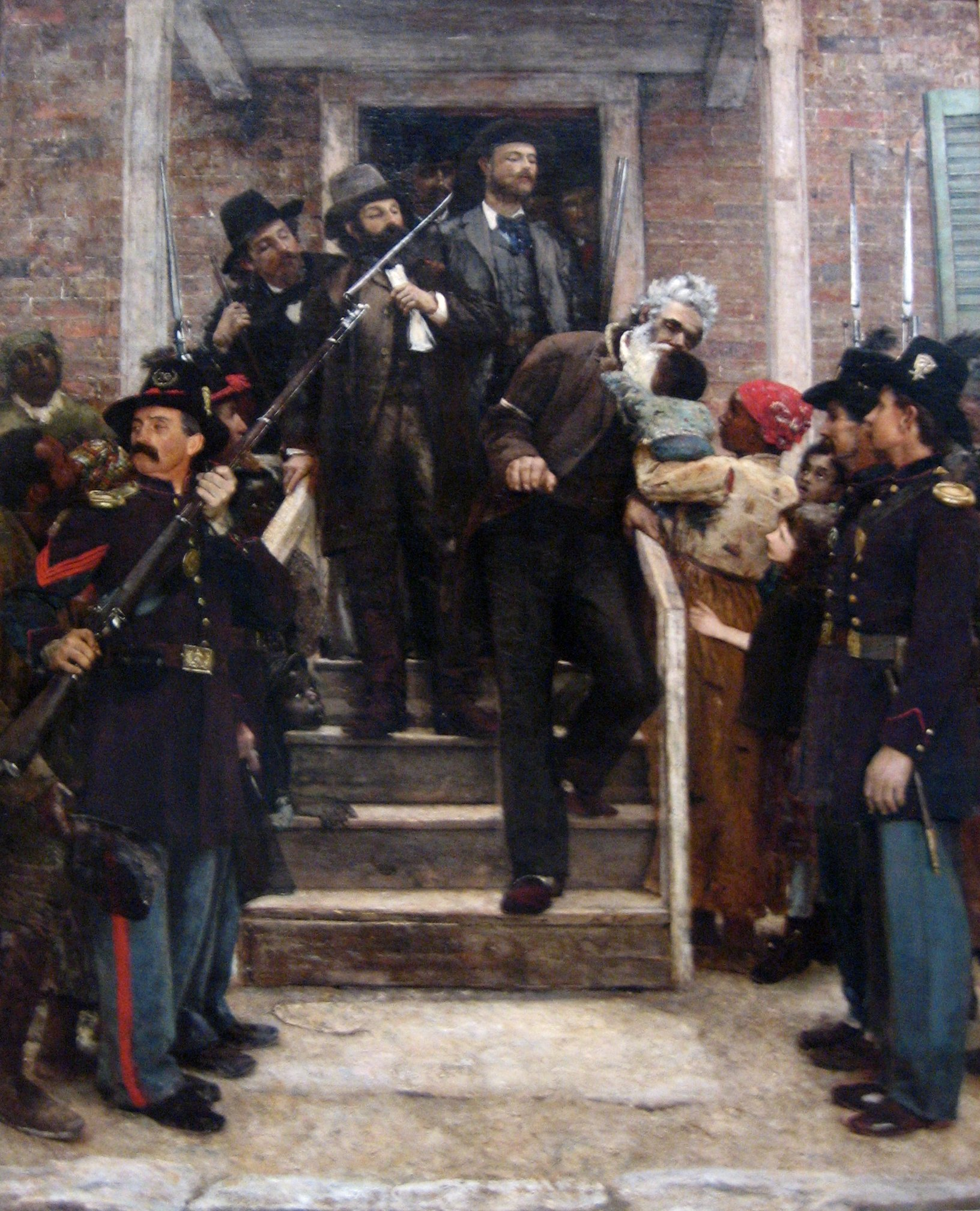
"آخرین لحظات جان براون" اثر "توماس هاوندن"

صحنهٔ حرکت «جان براون» به سمت چوبهٔ دار و لحظه‌ای که او در آخرین دقایق عُمر خویش، با لبی خندان و چهره‌ای راضی و پُر از آرامش، بر پیشانی یک کودک سیاه‌پوست و برده، بوسهٔ محبّت‌آمیز میزند، صحنهٔ بسیار زیبا و باشکوهیست که یک نقّاش بزرگ به نام «توماس هُووندن» آن را جاودانه کرده‌است.